# Episodi di Arthur
Lista di episodi di Arthur.

## Episodi

### Stagione 1: 1996-1997
| #       | Data originale    | Titolo                                                         |
| ------- | ----------------- | -------------------------------------------------------------- |
| 1/1-1   | October 7, 1996   | Arthur’s Eyes                                                  |
| 1/1-1   | October 7, 1996   | Francine’s Bad Hair Day                                        |
| 2/1-2   | October 8, 1996   | Arthur and The Real Mr. Ratburn (aka Arthur's Teacher Trouble) |
| 2/1-2   | October 8, 1996   | Arthur's Spelling Trubble                                      |
| 3/1-3   | October 9, 1996   | D.W. All Wet                                                   |
| 3/1-3   | October 9, 1996   | Buster's Dino Dilemma                                          |
| 4/1-4   | October 10, 1996  | D.W.'s Imaginary Friend                                        |
| 4/1-4   | October 10, 1996  | Arthur's Lost Library Book                                     |
| 5/1-5   | October 11, 1996  | Arthur's Pet Business                                          |
| 5/1-5   | October 11, 1996  | D.W., the Copycat                                              |
| 6/1-6   | October 14, 1996  | Locked in the Library                                          |
| 6/1-6   | October 14, 1996  | Arthur Accused!                                                |
| 7/1-7   | October 15, 1996  | Arthur Goes to Camp                                            |
| 7/1-7   | October 15, 1996  | Buster Makes the Grade                                         |
| 8/1-8   | October 16, 1996  | Arthur's New Puppy                                             |
| 8/1-8   | October 16, 1996  | Arthur Bounces Back                                            |
| 9/1-9   | October 17, 1996  | Arthur Babysits                                                |
| 9/1-9   | October 17, 1996  | Arthur's Cousin Catastrophe                                    |
| 10/1-10 | October 18, 1996  | Arthur's Birthday                                              |
| 10/1-10 | October 18, 1996  | Francine Frensky, Superstar                                    |
| 11/1-11 | October 21, 1996  | Arthur's Baby                                                  |
| 11/1-11 | October 21, 1996  | D.W.'s Baby                                                    |
| 12/1-12 | October 22, 1996  | Arthur Writes a Story                                          |
| 12/1-12 | October 22, 1996  | Arthur's Lost Dog                                              |
| 13/1-13 | October 23, 1996  | So Long, Spanky                                                |
| 13/1-13 | October 23, 1996  | Buster's New Friend                                            |
| 14/1-14 | October 24, 1996  | Arthur the Wrecker                                             |
| 14/1-14 | October 24, 1996  | Arthur and the True Francine                                   |
| 15/1-15 | October 25, 1996  | Arthur's Family Vacation                                       |
| 15/1-15 | October 25, 1996  | Grandpa Dave's Old Country Farm                                |
| 16/1-16 | October 28, 1996  | Arthur and the Crunch Cereal Contest                           |
| 16/1-16 | October 28, 1996  | D.W. Flips                                                     |
| 17/1-17 | October 29, 1996  | Meek for a Week                                                |
| 17/1-17 | October 29, 1996  | Arthur, World's Greatest Gleeper                               |
| 18/1-18 | October 30, 1996  | Arthur's Chicken Pox                                           |
| 18/1-18 | October 30, 1996  | Sick as a Dog                                                  |
| 19/1-19 | October 31, 1996  | D.W. Rides Again                                               |
| 19/1-19 | October 31, 1996  | Arthur Makes the Team                                          |
| 20/1-20 | November 1, 1996  | Arthur's Almost Boring Day                                     |
| 20/1-20 | November 1, 1996  | The Half-Baked Sale                                            |
| 21/1-21 | November 4, 1996  | Sue Ellen Moves In                                             |
| 21/1-21 | November 4, 1996  | The Perfect Brother                                            |
| 22/1-22 | November 5, 1996  | D.W.'s Snow Mystery                                            |
| 22/1-22 | November 5, 1996  | Team Trouble                                                   |
| 23/1-23 | November 6, 1996  | Bully for Binky                                                |
| 23/1-23 | November 6, 1996  | Misfortune Teller                                              |
| 24/1-24 | November 7, 1996  | Arthur's Tooth                                                 |
| 24/1-24 | November 7, 1996  | D.W. Gets Lost                                                 |
| 25/1-25 | November 8, 1996  | D.W. Thinks Big                                                |
| 25/1-25 | November 8, 1996  | Arthur Cleans Up                                               |
| 26/1-26 | November 11, 1996 | My Dad, the Garbage Man                                        |
| 26/1-26 | November 11, 1996 | Poor Muffy                                                     |
| 27/1-27 | November 12, 1996 | D.W.'s Blankie                                                 |
| 27/1-27 | November 12, 1996 | Arthur's Substitute Teacher Trouble                            |
| 28/1-28 | November 13, 1996 | I'm a Poet                                                     |
| 28/1-28 | November 13, 1996 | The Scare-Your-Pants-Off Club!                                 |
| 29/1-29 | November 14, 1996 | My Club Rules                                                  |
| 29/1-29 | November 14, 1996 | Stolen Bike                                                    |
| 30/1-30 | November 15, 1996 | Arthur's First Sleepover                                       |
| 30/1-30 | November 15, 1996 | Arthur's New Year's Eve                                        |

### Stagione 2: 1997-1998
| #       | Data originale   | Titolo                                  |
| ------- | ---------------- | --------------------------------------- |
| 31/2-1  | October 20, 1997 | Arthur Meets Mister Rogers              |
| 31/2-1  | October 20, 1997 | Draw!                                   |
| 32/2-2  | October 21, 1997 | Binky Barnes, Art Expert                |
| 32/2-2  | October 21, 1997 | Arthur's Lucky Pencil                   |
| 33/2-3  | October 22, 1997 | D.W., the Picky Eater                   |
| 33/2-3  | October 22, 1997 | Buster and the Daredevils               |
| 34/2-4  | October 23, 1997 | Arthur Makes a Movie                    |
| 34/2-4  | October 23, 1997 | Go to Your Room, D.W.                   |
| 35/2-5  | October 24, 1997 | Arthur's Underwear                      |
| 35/2-5  | October 24, 1997 | Francine Frensky, Olympic Rider         |
| 36/2-6  | October 27, 1997 | Buster Baxter, Cat Saver                |
| 36/2-6  | October 27, 1997 | Play it Again, D.W.                     |
| 37/2-7  | October 28, 1997 | Arthur's TV-Free Week                   |
| 37/2-7  | October 28, 1997 | Night Fright                            |
| 38/2-8  | October 29, 1997 | Arthur vs. the Piano                    |
| 38/2-8  | October 29, 1997 | The Big Blow-Up                         |
| 39/2-9  | October 30, 1997 | Lost!                                   |
| 39/2-9  | October 30, 1997 | The Short, Quick Summer                 |
| 40/2-10 | October 31, 1997 | D.W. Goes to Washington                 |
| 40/2-10 | October 31, 1997 | Arthur's Mystery Envelope               |
| 41/2-11 | April 6, 1998    | D.W.'s Deer Friend                      |
| 41/2-11 | April 6, 1998    | Buster Hits the Books                   |
| 42/2-12 | April 7, 1998    | Arthur's Faraway Friend                 |
| 42/2-12 | April 7, 1998    | Arthur and the Square Dance             |
| 43/2-13 | April 8, 1998    | Water and the Brain                     |
| 43/2-13 | April 8, 1998    | Arthur the Unfunny                      |
| 44/2-14 | April 9, 1998    | Sue Ellen's Lost Diary                  |
| 44/2-14 | April 9, 1998    | Arthur's Knee                           |
| 45/2-15 | April 10, 1998   | Grandma Thora Appreciation Day          |
| 45/2-15 | April 10, 1998   | Fern's Slumber Party                    |
| 46/2-16 | April 13, 1998   | Love Notes for Muffy                    |
| 46/2-16 | April 13, 1998   | D.W. Blows the Whistle                  |
| 47/2-17 | April 14, 1998   | Francine Redecorates                    |
| 47/2-17 | April 14, 1998   | Arthur the Loser                        |
| 48/2-18 | April 15, 1998   | Arthur vs. the Very Mean Crossing Guard |
| 48/2-18 | April 15, 1998   | D.W.'s Very Bad Mood                    |
| 49/2-19 | April 16, 1998   | D.W.'s Name Game                        |
| 49/2-19 | April 16, 1998   | Finders Key-pers                        |
| 50/2-20 | April 17, 1998   | How the Cookie Crumbles                 |
| 50/2-20 | April 17, 1998   | Sue Ellen's Little Sister               |

### Stagione 3: 1998-1999
| #       | Data originale    | Titolo                                       |
| ------- | ----------------- | -------------------------------------------- |
| 51/3-1  | November 16, 1998 | Buster's Back                                |
| 51/3-1  | November 16, 1998 | The Ballad of Buster Baxter                  |
| 52/3-2  | November 17, 1998 | D.W., All Fired Up                           |
| 52/3-2  | November 17, 1998 | I'd Rather Read It Myself                    |
| 53/3-3  | November 18, 1998 | Arthur Goes Crosswire                        |
| 53/3-3  | November 18, 1998 | Sue Ellen and the Brainasaurus               |
| 54/3-4  | November 19, 1998 | Background Blues                             |
| 54/3-4  | November 19, 1998 | And Now Let's Talk to Some Kids              |
| 55/3-5  | November 20, 1998 | The Chips are Down                           |
| 55/3-5  | November 20, 1998 | Revenge of the Chip                          |
| 56/3-6  | November 23, 1998 | Binky Rules                                  |
| 56/3-6  | November 23, 1998 | Meet Binky                                   |
| 57/3-7  | November 24, 1998 | Arthur Rides the Bandwagon                   |
| 57/3-7  | November 24, 1998 | Dad's Dessert Dilemma                        |
| 58/3-8  | November 25, 1998 | Popular Girls                                |
| 58/3-8  | November 25, 1998 | Buster's Growing Grudge                      |
| 59/3-9  | November 26, 1998 | Arthur's Treasure Hunt                       |
| 59/3-9  | November 26, 1998 | The Return of the King                       |
| 60/3-10 | November 27, 1998 | Attack of the Turbo Tibbles                  |
| 60/3-10 | November 27, 1998 | D.W. Tricks the Tooth Fairy                  |
| 61/3-11 | December 28, 1998 | Double Tibble Trouble                        |
| 61/3-11 | December 28, 1998 | Arthur's Almost Live Not Real Music Festival |
| 62/3-12 | December 29, 1998 | What Scared Sue Ellen?                       |
| 62/3-12 | December 29, 1998 | Clarissa is Cracked                          |
| 63/3-13 | December 30, 1998 | Arthur's Dummy Disaster                      |
| 63/3-13 | December 30, 1998 | Francine and the Feline                      |
| 64/3-14 | December 31, 1998 | Mom and Dad Have a Great Big Fight           |
| 64/3-14 | December 31, 1998 | D.W.'s Perfect Wish                          |
| 65/3-15 | January 1, 1999   | Arthur and D.W. Clean Up                     |
| 65/3-15 | January 1, 1999   | The Long, Dull Winter                        |

### Stagione 4: 1999
| #       | Data originale   | Titolo                     |
| ------- | ---------------- | -------------------------- |
| 66/4-1  | October 4, 1999  | D.W.'s Library Card        |
| 66/4-1  | October 4, 1999  | Arthur's Big Hit           |
| 67/4-2  | October 5, 1999  | Hide and Snake             |
| 67/4-2  | October 5, 1999  | Muffy's New Best Friend    |
| 68/4-3  | October 7, 1999  | Buster's Breathless        |
| 68/4-3  | October 7, 1999  | The Fright Stuff           |
| 69/4-4  | October 8, 1999  | The Contest                |
| 69/4-4  | October 8, 1999  | Prove It!                  |
| 70/4-5  | October 11, 1999 | The Blizzard               |
| 70/4-5  | October 11, 1999 | The Rat Who Came to Dinner |
| 71/4-6  | October 12, 1999 | D.W. Tale Spins            |
| 71/4-6  | October 12, 1999 | Prunella Gets it Twice     |
| 72/4-7  | October 13, 1999 | Binky Barnes, Wingman!     |
| 72/4-7  | October 13, 1999 | To Beat or Not to Beat     |
| 73/4-8  | October 14, 1999 | 1001 Dads                  |
| 73/4-8  | October 14, 1999 | Prunella's Prediction      |
| 74/4-9  | October 15, 1999 | What is that Thing?        |
| 74/4-9  | October 15, 1999 | Buster's Best Behavior     |
| 75/4-10 | October 15, 1999 | My Music Rules             |
| 75/4-10 | October 15, 1999 | That's a Baby Show!        |

### Stagione 5: 2000
| #       | Data originale     | Titolo                                      |
| ------- | ------------------ | ------------------------------------------- |
| 76/5-1  | September 25, 2000 | Arthur and the Big Riddle                   |
| 76/5-1  | September 25, 2000 | Double Dare                                 |
| 77/5-2  | October 2, 2000    | Kids are From Earth, Parents are From Pluto |
| 77/5-2  | October 2, 2000    | Nerves of Steal                             |
| 78/5-3  | October 9, 2000    | It's a No-Brainer                           |
| 78/5-3  | October 9, 2000    | The Shore Thing                             |
| 79/5-4  | October 16, 2000   | The World Record                            |
| 79/5-4  | October 16, 2000   | The Cave                                    |
| 80/5-5  | October 23, 2000   | The Lousy Week                              |
| 80/5-5  | October 23, 2000   | You Are Arthur                              |
| 81/5-6  | October 30, 2000   | The Election                                |
| 81/5-6  | October 30, 2000   | Francine Goes to War                        |
| 82/5-7  | November 6, 2000   | Sleep No More                               |
| 82/5-7  | November 6, 2000   | Pet Peeved                                  |
| 83/5-8  | November 13, 2000  | The Last of Mary Moo Cow                    |
| 83/5-8  | November 13, 2000  | Bitzi's Beau                                |
| 84/5-9  | November 20, 2000  | Just Desserts                               |
| 84/5-9  | November 20, 2000  | The Big Dig                                 |
| 85/5-10 | November 27, 2000  | Arthur's Family Feud                        |
| 85/5-10 | November 27, 2000  | Muffy Gets Mature                           |

### Stagione 6: 2001
| #       | Data originale     | Titolo                              |
| ------- | ------------------ | ----------------------------------- |
| 86/6-1  | September 24, 2001 | Sue Ellen Gets Her Goose Cooked     |
| 86/6-1  | September 24, 2001 | Best of the Nest                    |
| 87/6-2  | October 1, 2001    | Arthur Plays the Blues              |
| 87/6-2  | October 1, 2001    | Buster's Sweet Success              |
| 88/6-3  | October 8, 2001    | Prunella's Special Edition          |
| 88/6-3  | October 8, 2001    | The Secret Life of Dogs and Babies  |
| 89/6-4  | October 15, 2001   | Muffy's Soccer Shocker              |
| 89/6-4  | October 15, 2001   | Brother Can You Spare a Clarinet?   |
| 90/6-5  | October 22, 2001   | The Boy Who Cried Comet!            |
| 90/6-5  | October 22, 2001   | Arthur and Los Vecinos              |
| 91/6-6  | October 29, 2001   | Citizen Frensky                     |
| 91/6-6  | October 29, 2001   | D.W.'s Backpack Mishap              |
| 92/6-7  | November 5, 2001   | The Boy with His Head in the Clouds |
| 92/6-7  | November 5, 2001   | More!                               |
| 93/6-8  | November 12, 2001  | Rhyme for Your Life                 |
| 93/6-8  | November 12, 2001  | For Whom the Bell Tolls             |
| 94/6-9  | November 19, 2001  | The Good Sport                      |
| 94/6-9  | November 19, 2001  | Crushed                             |
| 95/6-10 | November 26, 2001  | Arthur Loses His Marbles            |
| 95/6-10 | November 26, 2001  | Friday the 13th                     |

### Stagione 7: 2002
| #        | Data originale    | Titolo                          |
| -------- | ----------------- | ------------------------------- |
| 96/7-1   | October 8, 2002   | Cast Away                       |
| 96/7-1   | October 8, 2002   | The Great Sock Mystery          |
| 97/7-2   | October 9, 2002   | Francine's Split Decision       |
| 97/7-2   | October 9, 2002   | Muffy Goes Metropolitan         |
| 98/7-3   | October 10, 2002  | Ants in Arthur's Pants          |
| 98/7-3   | October 10, 2002  | Don't Ask Muffy                 |
| 99/7-4   | October 11, 2002  | To Tibble the Truth             |
| 99/7-4   | October 11, 2002  | Waiting to Go                   |
| 100/7-5  | October 14, 2002  | Elwood City Turns 100!          |
| 101/7-6  | November 25, 2002 | Pick a Car, Any Car             |
| 101/7-6  | November 25, 2002 | Jenna's Bedtime Blues           |
| 102/7-7  | November 26, 2002 | D.W.'s Time Trouble             |
| 102/7-7  | November 26, 2002 | Buster's Amish Mismatch         |
| 103/7-8  | November 27, 2002 | The World of Tomorrow           |
| 103/7-8  | November 27, 2002 | Is There a Doctor in the House? |
| 104/7-9  | November 28, 2002 | Prunella Sees the Light         |
| 104/7-9  | November 28, 2002 | Return of the Snowball          |
| 105/7-10 | November 29, 2002 | April 9th (Parts 1 and 2)       |

### Stagione 8: 2003
| #        | Data originale     | Titolo                                    |
| -------- | ------------------ | ----------------------------------------- |
| 106/8-1  | September 15, 2003 | Dear Adil                                 |
| 106/8-1  | September 15, 2003 | Bitzi's Break Up                          |
| 107/8-2  | September 16, 2003 | Fernfern and the Secret of Moose Mountain |
| 107/8-2  | September 16, 2003 | Thanks A Lot, Binky                       |
| 108/8-3  | September 17, 2003 | Arthur's Snow Biz                         |
| 108/8-3  | September 17, 2003 | Bugged                                    |
| 109/8-4  | September 18, 2003 | Fernkenstein's Monster                    |
| 109/8-4  | September 18, 2003 | D.W., Dancing Queen                       |
| 110/8-5  | September 19, 2003 | Vomitrocious!                             |
| 110/8-5  | September 19, 2003 | Sue Ellen Chickens Out                    |
| 111/8-6  | December 22, 2003  | Postcards from Buster                     |
| 112/8-7  | December 23, 2003  | Desk Wars                                 |
| 112/8-7  | December 23, 2003  | Desperately Seeking Stanley               |
| 113/8-8  | December 24, 2003  | Muffy's Art Attack                        |
| 113/8-8  | December 24, 2003  | Tales from the Crib                       |
| 114/8-9  | December 25, 2003  | Flea to Be You and Me                     |
| 114/8-9  | December 25, 2003  | Kiss and Tell                             |
| 115/8-10 | December 26, 2003  | Big Horns George                          |
| 115/8-10 | December 26, 2003  | Bleep!                                    |

### Stagione 9: 2004-2005
| #        | Data originale    | Titolo                     |
| -------- | ----------------- | -------------------------- |
| 116/9-1  | December 27, 2004 | Castles in the Sky         |
| 116/9-1  | December 27, 2004 | Tipping the Scales         |
| 117/9-2  | December 28, 2004 | Francine's Big Top Trouble |
| 117/9-2  | December 28, 2004 | George Blows His Top       |
| 118/9-3  | December 29, 2004 | Arthur Weighs In           |
| 118/9-3  | December 29, 2004 | The Law of the Jungle Gym  |
| 119/9-4  | December 30, 2004 | Buster's Green Thumb       |
| 119/9-4  | December 30, 2004 | My Fair Tommy              |
| 120/9-5  | December 31, 2004 |                            |
| 120/9-5  | December 31, 2004 | All Worked Up!             |
| 121/9-6  | April 4, 2005     | Arthur Makes Waves         |
| 121/9-6  | April 4, 2005     | It Came From Beyond        |
| 122/9-7  | April 5, 2005     | Three's a Crowd            |
| 122/9-7  | April 5, 2005     | "A" is for Angry           |
| 123/9-8  | April 6, 2005     | The "A" Team               |
| 123/9-8  | April 6, 2005     | Emily Swallows a Horse     |
| 124/9-9  | April 7, 2005     | D.W. Beats All             |
| 124/9-9  | April 7, 2005     | Buster the Myth Maker      |
| 125/9-10 | April 8, 2005     | Binky Goes Nuts            |
| 125/9-10 | April 8, 2005     | Breezy Listening Blues     |

### Stagione 10: 2006
| #         | Data originale | Titolo                     |
| --------- | -------------- | -------------------------- |
| 126/10-1  | May 15, 2006   | Happy Anniversary          |
| 127/10-2  | May 16, 2006   | The Squirrels              |
| 127/10-2  | May 16, 2006   | Fern & Persimmony Glitchet |
| 128/10-3  | May 17, 2006   | Desert Island Dish         |
| 128/10-3  | May 17, 2006   | The Secret About Secrets   |
| 129/10-4  | May 18, 2006   | Feeling Flush              |
| 129/10-4  | May 18, 2006   | Family Fortune             |
| 130/10-5  | May 19, 2006   | D.W. Aims High             |
| 130/10-5  | May 19, 2006   | Flaw and Order             |
| 131/10-6  | May 22, 2006   | The Curse of the Grebes    |
| 131/10-6  | May 22, 2006   | Arthur Changes Gears       |
| 132/10-7  | May 23, 2006   | Unfinished                 |
| 132/10-7  | May 23, 2006   | D.W., Bossy Boots          |
| 133/10-8  | May 24, 2006   | Binky vs. Binky            |
| 133/10-8  | May 24, 2006   | Operation D.W.             |
| 134/10-9  | May 25, 2006   | Do You Speak George?       |
| 134/10-9  | May 25, 2006   | World Girls                |
| 135/10-10 | May 26, 2006   | What's Cooking?            |
| 135/10-10 | May 26, 2006   | Buster's Special Delivery  |

### Stagione 11: 2007
| #         | Data originale    | Titolo                              |
| --------- | ----------------- | ----------------------------------- |
| 136/11-1  | June 25, 2007     | Swept Away                          |
| 136/11-1  | June 25, 2007     | Germophobia                         |
| 137/11-2  | June 26, 2007     | Arthur Sells Out                    |
| 137/11-2  | June 26, 2007     | Mind Your Manners                   |
| 138/11-3  | June 27, 2007     | Buenas Noches, Vicita               |
| 138/11-3  | June 27, 2007     | Prunella Packs It In                |
| 139/11-4  | June 28, 2007     | Phony Fern                          |
| 139/11-4  | June 28, 2007     | Brain's Shocking Secret             |
| 140/11-5  | June 29, 2007     | Baby Kate and the Imaginary Mystery |
| 140/11-5  | June 29, 2007     | Strangers on a Train                |
| 141/11-6  | September 3, 2007 | The Making of Arthur                |
| 141/11-6  | September 3, 2007 | Dancing Fools                       |
| 142/11-7  | September 4, 2007 | Hic or Treat                        |
| 142/11-7  | September 4, 2007 | Mr. Alwaysright                     |
| 143/11-8  | September 5, 2007 | Francine's Pilfered Paper           |
| 143/11-8  | September 5, 2007 | Buster Gets Real                    |
| 144/11-9  | September 6, 2007 | D.W. On Ice                         |
| 144/11-9  | September 6, 2007 | Spoiled Rotten                      |
| 145/11-10 | September 7, 2007 | Big Brother Binky (Parts 1 and 2)   |

### Stagione 12: 2008-2009
| #         | Data originale   | Titolo                    |
| --------- | ---------------- | ------------------------- |
| 146/12-1  | October 6, 2008  | Is That Kosher?           |
| 146/12-1  | October 6, 2008  | Never, Never, Never       |
| 147/12-2  | October 13, 2008 | Room to Ride              |
| 147/12-2  | October 13, 2008 | The Frensky Family Fiasco |
| 148/12-3  | October 20, 2008 | D.W's Stray Netkitten     |
| 148/12-3  | October 20, 2008 | Bats in the Belfry        |
| 149/12-4  | October 27, 2008 | For the Birds             |
| 149/12-4  | October 27, 2008 | Ungifted                  |
| 150/12-5  | November 3, 2008 | The Chronicles of Buster  |
| 150/12-5  | November 3, 2008 | On This Spot              |
| 151/12-6  | April 20,2009    | The Cherry Tree           |
| 151/12-6  | April 20,2009    | Matchmaker Matchbreaker   |
| 152/12-7  | April 21,2009    | War of the Worms          |
| 152/12-7  | April 21,2009    | I Owe You One             |
| 153/12-8  | April 22, 2009   | The Blackout              |
| 153/12-8  | April 22, 2009   | Mei Lin Takes a Stand     |
| 154/12-9  | April 23, 2009   | Home Sweet Home           |
| 154/12-9  | April 23, 2009   | Do You Believe in Magic   |
| 155/12-10 | April 24, 2009   | The Perfect Game          |
| 155/12-10 | April 24, 2009   | D.W.'s Furry Freakout     |

### Stagione  13: 2009-2010
| #        | Data originale | Titolo                                       |
| -------- | -------------- | -------------------------------------------- |
| 156/13-1 | 2009           | Paradise Lost                                |
| 156/13-1 | 2009           | The Silent Treatment                         |
| 157/13-2 | 2009           | A Portrait of the Artist as a Young Tibble   |
| 157/13-2 | 2009           | Arthur's Number Nightmare                    |
| 158/13-3 | 2009           | Brain Gets Hooked                            |
| 158/13-3 | 2009           | Prunella Deegan and the Disappointing Ending |
| 159/13-4 | 2009           | No Acting Please Phlip Armstorng             |
| 159/13-4 | 2009           | Prunella and the Haunted Locker              |
| 160/13-5 | 2009           | MacFrensky                                   |
| 160/13-5 | 2009           | Fernlets By Fern                             |
| 161/13-6 | 2009           | The Secret Guardians                         |
| 161/13-6 | 2009           | The Good, the Bad, and the Binky             |
| 162/13-7 | 2009           | The Secret Origin of Supernova               |
| 162/13-7 | 2009           | Kung Fool                                    |
| 163/13-8 | 2009           | Looking for Bonnie                           |
| 163/13-8 | 2009           | The Pride of Lakewood                        |